# The Link
The Link a fost o organizație înființată în iulie 1937 ca o organizație independentă apolitică de promovare a prieteniei anglo-germane. Fondatorul acestei organizații britanice pronaziste, fostul Amiral Sir Barry Domvile a inventat titlul de „Judmas” pentru o presupusă conspirație iudeo-masonică.
Organizația a fost investigată de către Maxwell Knight, șef al departamentului de contrainformații din MI5 și inspirația pentru viitorul șef M din franciza James Bond. Organizația a fost desființată la scurt timp după începerea celui de-al doilea război mondial în 1939.
Amiralul Sir Barry Domvile a fost internat în 1940 ca cineva care ar putea „pune în pericol siguranța țării”.  
Potrivit cărții The Man Who Was M: The Life of Charles Henry Maxwell Knight de Anthony Masters, ISBN 0-631-13392-5, organizația The Link ar fost reînviată în 1940 de Ian Fleming, apoi a funcționat cu succes în cadrul Department of Naval Intelligence, cu scopul de a-l atrage pe Rudolf Hess (adjunctul lui Adolf Hitler în cadrul Partidului Național-Socialist și a treia persoană în conducerea Germaniei, după Adolf Hitler și Hermann Göring) în Marea Britanie în mai 1941. 